# Ariberto de Anhalt
Ariberto José Alexandre de Anhalt (Wörlitz, 18 de junho de 1866 – Munique, 24 de dezembro de 1933), foi regente do Ducado de Anhalt de setembro de 1918 até novembro do mesmo ano, durante a menoridade de seu sobrinho, o duque Joaquim Ernesto. Como regente, depois da Revolução Alemã, abdicou em nome de seu sobrinho em 12 de novembro de 1918, terminando assim o reinado da Casa de Ascânia sobre Anhalt.

## Início de vida
Nascido em Wörlitz, Anhalt, Ariberto era o quarto filho de Frederico I, Duque de Anhalt e Antonieta de Saxe-Altemburgo.

## Casamento

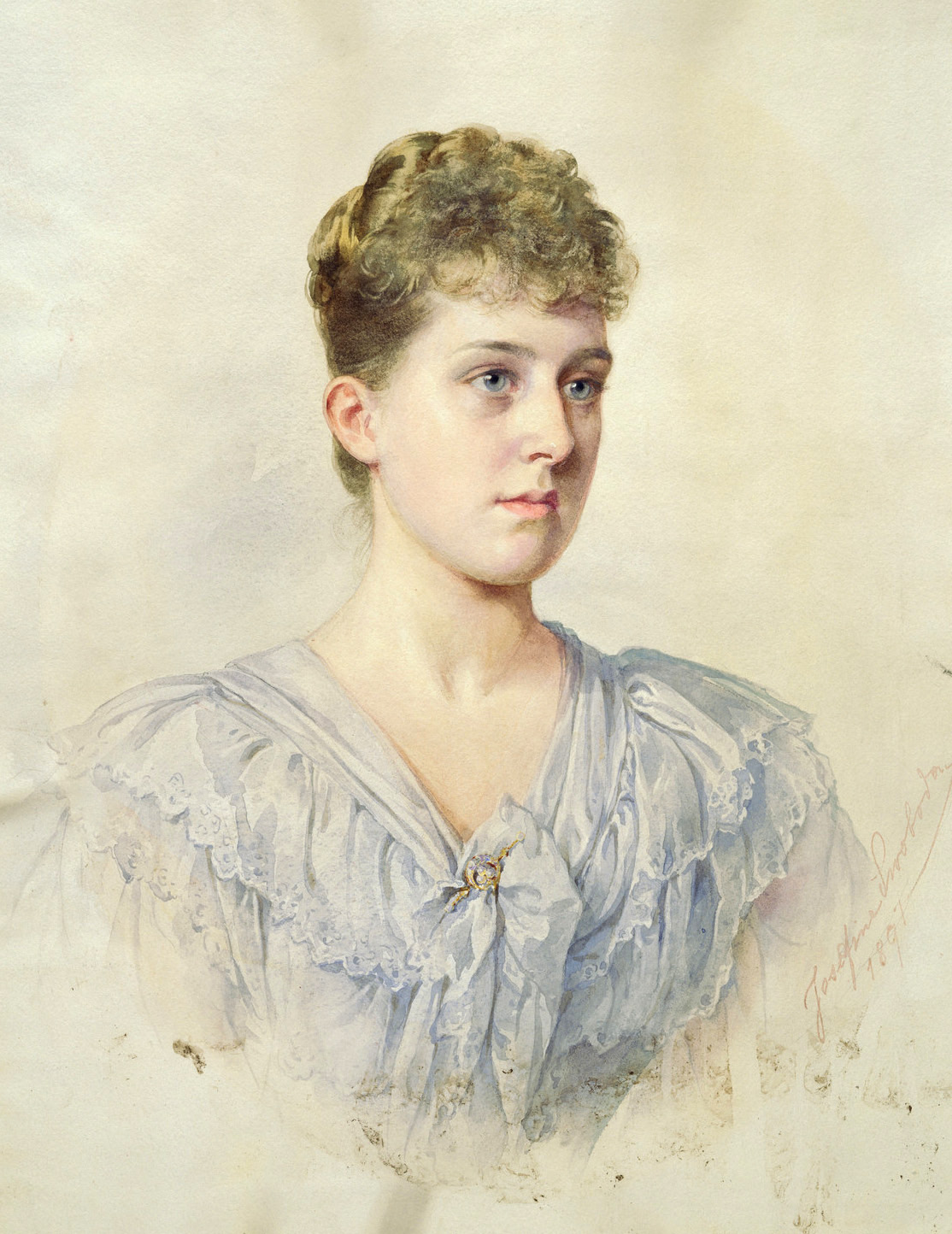
Maria Luísa de Eslésvico-Holsácia

No dia 6 de julho de 1891, Ariberto casou-se com a princesa Maria Luísa de Eslésvico-Holsácia na Capela de St. George, no Castelo de Windsor. A princesa Maria Luísa era filha do príncipe Cristiano de Eslésvico-Holsácia e da sua esposa, a princesa Helena do Reino Unido, filha da rainha Vitória do Reino Unido e do príncipe Alberto de Saxe-Coburgo-Gota. O primo da noiva, o kaiser Guilherme II, foi uma das figuras-chave essenciais que arranjou o casamento.
Contudo, o casamento foi infeliz e infértil. De facto, durante vários anos, debateu-se que Ariberto era homossexual e tinha sido apanhado na cama com um criado por Maria Luísa ou pelo seu pai. Em dezembro de 1900, o sogro de Maria Luísa recorreu ao seu prorrogativo como duque reinante de Anhalt para anular o casamento. A princesa Maria Luísa, que na altura estava numa visita oficial ao Canadá, regressou imediatamente à Grã-Bretanha. Segundo as suas memórias, ela nunca deixou de ver os seus votos de casamento como válidos, por isso nunca mais se voltou a casar, mas referiu-se ao seu casamento com raiva e um descontentamento evidente pelo marido.

## Regente
Quando seu sobrinho, Joaquim Ernesto, sucedeu seu pai como duque de Anhalt em 13 de setembro de 1918, o príncipe Ariberto foi nomeado regente  devido à tenra idade de Joaquim Ernesto. A breve regência de Ariberto chegou ao fim em 12 de novembro de 1918, quando ele abdicou em nome de seu sobrinho após a revolução alemã. O ducado subsequentemente se tornou o Estado Livre de Anhalt.

## Últimos Anos
O príncipe Ariberto morreu em Munique em 24 de dezembro de 1933 aos 67 anos.